# Скужниці
Скужниці (пол. Skórznice) — село в Польщі, у гміні Вінниця Пултуського повіту Мазовецького воєводства.
Населення — 115 осіб (2011).
У 1975—1998 роках село належало до Цехановського воєводства.

## Демографія
Демографічна структура станом на 31 березня 2011 року:
|          | Загалом | Допрацездатний вік | Працездатний вік | Постпрацездатний вік |
| -------- | ------- | ------------------ | ---------------- | -------------------- |
| Чоловіки | 52      | 7                  | 43               | 2                    |
| Жінки    | 63      | 13                 | 35               | 15                   |
| Разом    | 115     | 20                 | 78               | 17                   |